# 6-Stunden-Rennen von Vallelunga 1978

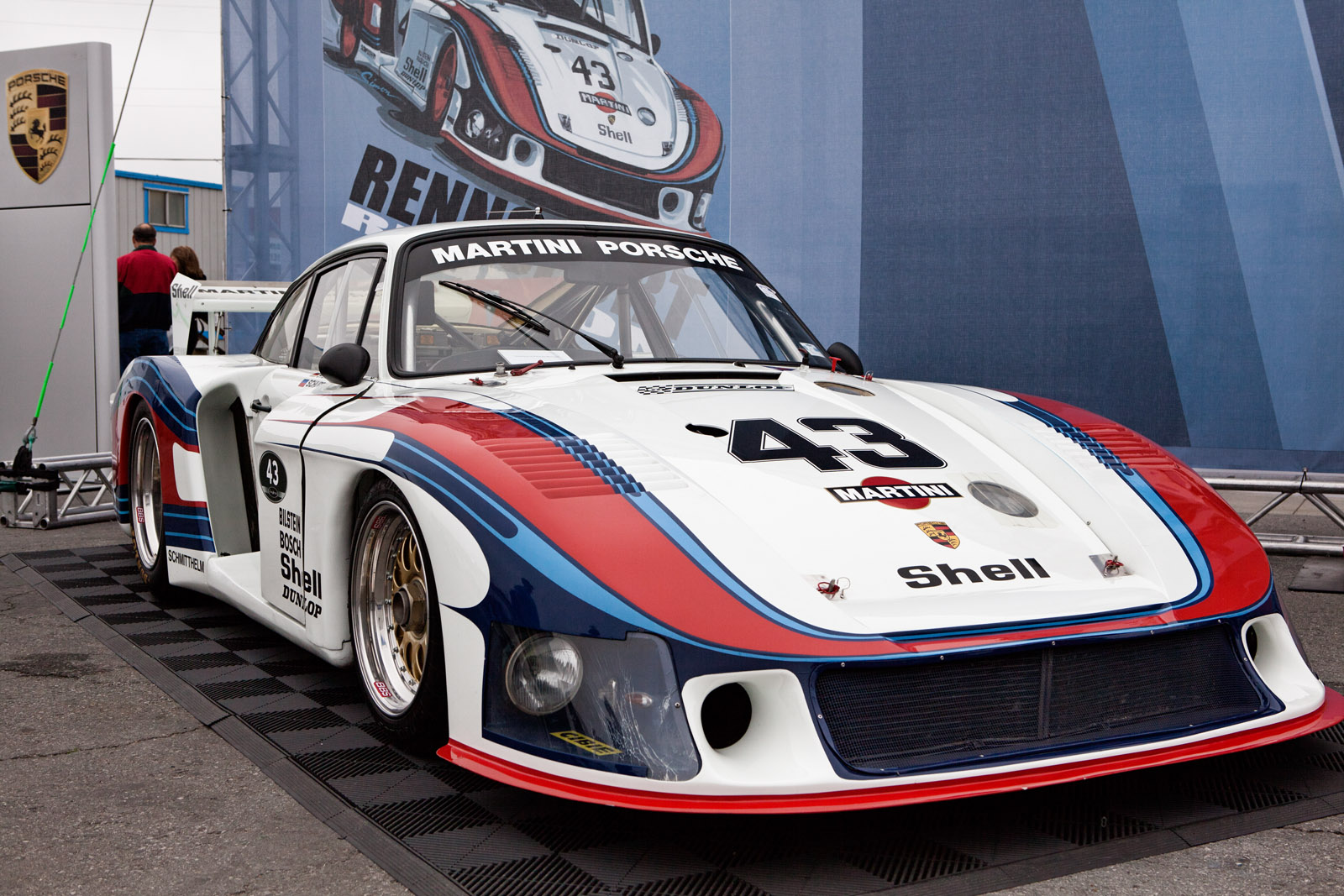
Porsche 935/78, Einsatzwagen von Jacky Ickx und Manfred Schurti

Das 6-Stunden-Rennen von Vallelunga 1978, auch 6 Ore di Vallelunga, Vallelunga, fand am 3. September auf dem Autodromo Vallelunga statt und war der zwölfte Wertungslauf der Sportwagen-Weltmeisterschaft dieses Jahres.

## Das Rennen
Die Rennbahn in Campagnano di Roma galt in den 1970er-Jahren als schlecht gewartet und ungepflegt. Der Asphalt war wellig und ständig verstaubt. Ohne Auslaufzonen ging der Asphaltteil direkt in ungemähte Wiesen über. Das Werksteam von Porsche meldete nur ein Fahrzeug zum Rennen, nachdem der deutsche Sportwagenhersteller bereits nach sieben Saisonsiegen als Gewinner der Marken-Weltmeisterschaft feststand. Diesen Werks-935/78 fuhren Jacky Ickx und Manfred Schurti. Nach überlegener Pole-Position und deutlicher Führung im Rennen fiel er mit defekter Benzinpumpe knapp vor Rennschluss aus. Der Gesamtsieg für die Marke Porsche war jedoch auch bei diesem Wertungslauf nie gefährdet. Der beste BMW 320i, gesteuert von Marc Surer und Freddy Kottulinsky, lag im Schlussklassement sechs Runden hinter dem siegreichen Kremer-935 von Henri Pescarolo und Bob Wollek und klassierte sich als Vierter.

## Ergebnisse

### Schlussklassement
| 1               | Gr. 5 | 3  | Porsche Kremer Racing   | Henri Pescarolo Bob Wollek                          | Porsche 935/77A    | 267 |
| 2               | Gr. 5 | 8  | Gelo Racing Team        | Toine Hezemans Hans Heyer John Fitzpatrick          | Porsche 935/77A    | 267 |
| 3               | Gr. 5 | 9  | Gelo Racing             | Klaus Ludwig John Fitzpatrick Toine Hezemans        | Porsche 935/77A    | 266 |
| 4               | Gr. 5 | 34 | BMW Schweiz             | Marc Surer Freddy Kottulinsky                       | BMW 320i           | 261 |
| 5               | Gr. 5 | 5  | Jolly Club              | Carlo Facetti Piercarlo Ghinzani Luigi Moreschi     | Porsche 935        | 254 |
| 6               | Gr. 5 | 6  | Porsche Kremer Racing   | Dieter Schornstein Louis Krages                     | Porsche 935/77A    | 247 |
| 7               | Gr. 5 | 19 | Konrad Racing           | Franz Konrad Volkert Merl                           | Porsche 935/77A    | 238 |
| 8               | Gr. 5 | 24 | Max Moritz              | Edgar Dören Gerhard Holup                           | Porsche 934        | 238 |
| 9               | GT    | 12 | Angelo Pallavicini      | Angelo Pallavicini Marco Vanoli                     | Porsche 934        | 237 |
| 10              | GT    | 22 | Angelo Pallavicini      | Enzo Calderari Athos Severi                         | Porsche Carrera RS | 231 |
| 11              | Gr. 5 | 4  | Vittorio Coggiola       | Vittorio Coggiola Piero Monticone                   | Porsche 935        | 226 |
| 12              | Gr. 5 | 36 | BMW Sweden              | Bo Emanuelsson Eje Elgh                             | BMW 320i           | 203 |
| 13              | Gr. 5 | 23 | Jolly Club              | Gabriele Gottifredi Girolamo Capra Michele di Gioia | Porsche 934        | 190 |
| Ausgefallen     |       |    |                         |                                                     |                    |     |
| 14              | Gr. 5 | 1  | Martini Racing          | Jacky Ickx Manfred Schurti                          | Porsche 935/78     | 259 |
| 15              | Gr. 5 | 31 | BMW Belgium             | Harald Grohs Eddy Joosen                            | BMW 320i           | 193 |
| 16              | Gr. 5 | 33 | BMW Austria             | Dieter Quester Markus Höttinger                     | BMW 320i           | 155 |
| 17              | Gr. 5 | 7  | Meccarillos Racing Team | Claude Haldi Herbert Müller                         | Porsche 935        | 117 |
| 18              | Gr. 5 | 18 | Micangeli Brothers      | Maurizio Micangeli Carlo Pietromarchi               | De Tomaso Pantera  | 99  |
| 19              | Gr. 5 | 32 | BMW Italia Osella       | Giorgio Francia Eddie Cheever                       | BMW 320i           | 54  |
| 20              | Gr. 5 | 38 | Giuseppe Piazzi         | Giuseppe Piazzi Renzo Zorzi Giovanni Alberti        | Fiat X1/9          | 39  |
| 21              | Gr. 5 | 15 |                         | Mario Radicella Corrado Agrippino                   | Porsche Carrera    | 20  |
| 21              | Gr. 5 | 2  | BMW Motorsport GmbH     | Hans-Joachim Stuck Ronnie Peterson                  | BMW 320i Turbo     | 9   |
| 22              | GT    | 16 |                         | Gérard Bleynie Claude Ballot-Léna                   | Porsche 911        | 8   |
| Nicht gestartet |       |    |                         |                                                     |                    |     |
| 23              | Gr. 5 | 26 | Vastkuststugan          | Jan Lundgardh Kurt Simonsen                         | Porsche 935        | 1   |

1 nicht gestartet

### Nur in der Meldeliste
Hier finden sich Teams, Fahrer und Fahrzeuge, die ursprünglich für das Rennen gemeldet waren, aber aus den unterschiedlichsten Gründen daran nicht teilnahmen.
| Pos. | Klasse | Nr. | Team               | Fahrer                                       | Chassis         |
| ---- | ------ | --- | ------------------ | -------------------------------------------- | --------------- |
| 24   | Gr. 5  | 11  | Lombardi Leim      | Kenneth Leim Lella Lombardi                  | Porsche 934     |
| 25   | GT     | 14  |                    | Bernard Salam Jean-Pierre Delaunay           | Porsche Carrera |
| 26   | GT     | 21  | Angelo Pallavicini | Angelo Pallavicini                           | Porsche 934     |
| 27   | Gr. 5  | 35  |                    | Christian Bussi Jacques Guérin Bernard Salam | Porsche Carrera |
| 28   | Gr. 5  | 27  | Charles Geeraerts  | Charles Geeraerts                            | BMW 320i        |

### Klassensieger
| Klasse | Fahrer             | Fahrer       | Fahrzeug        | Platzierung im Gesamtklassement |
| ------ | ------------------ | ------------ | --------------- | ------------------------------- |
| Gr. 5  | Henri Pescarolo    | Bob Wollek   | Porsche 935/77A | Gesamtsieg                      |
| GT     | Angelo Pallavicini | Marco Vanoli | Porsche 934     | Rang 9                          |

### Renndaten
- Gemeldet: 28
- Gestartet: 22
- Gewertet: 13
- Rennklassen: 2
- Zuschauer: unbekannt
- Wetter am Renntag: warm und trocken
- Streckenlänge: 3,200 km
- Fahrzeit des Siegerteams: 6:01:00,400 Stunden
- Gesamtrunden des Siegerteams: 267
- Gesamtdistanz des Siegerteams: 854,400 km
- Siegerschnitt: 142,003 km/h
- Pole Position: Jacky Ickx – Porsche 935/78 (#1) – 1:12,800 = 158,242 km/h
- Schnellste Rennrunde: Jacky Ickx – Porsche 935/78 (#1) – 1:15,140 = 152,785 km/h
- Rennserie: 12. Lauf zur Sportwagen-Weltmeisterschaft 1978